# وستا (اسطوره)
وستا، در اساطیر روم و در مذهب رومی، الهه باکره اجاق یا آتشدان خانگی، و نیز الهه خانه و خانواده و ارامش بود. حضور وستا نماد و سمبلی از آتش مقدسی بود که در اجاق یا آتشدان خاص او، و همین‌طور در معبدش افروخته می‌شد. نزدیک‌ترین همسان و معادل یونانی او، هستیا است.

## شرح
وستا ایزدبانوی اجاق یا آتشدان خانگی بود و نامش از جنبه اشتقاق و هم ریشه بودن، معادل هستیا، ایزدبانوی یونانی است. آیین‌های پرستش این دو الهه نیز به یکدیگر بسیار شبیه بود. البته مقام وستا در جمع خدایان رومی، خیلی بالاتر از مقام هستیا در میان خدایان یونانی بود.

## نگهداری آتش مقدس
در ایام بسیار کهن روم، (و شاید تحت تأثیر فرهنگ و دین ایران که در آن آتش، مقدس تلقی می‌شد و نگاهبانی آتش از وظایف مقدس بود)، ضرورت حفظ و نگهداری دائمی آتش، به صورت وظیفه‌ای مقدس درآمد که در ابتدا پادشاه مسئول اصلی آن بود. این وظیفه بعدها بر عهدهٔ دختران پادشاه گذاشته شد، زیرا مهم‌تر و بعدها مقدس‌تر از آن بود که به غلامان سپرده شود. پرستشگاه مدور وستا در ۷۱۵ پیش از میلاد تأسیس شد و کهن‌ترین و مقدس‌ترین بارگاه در مرکز شهر رومیان بود که پرستشگاه‌های اصلی و بناهای عمومی در آن موقع بود و آتشدان جامعهٔ رومی به‌شمار می‌رفت.
بنابراین در روزگاران بعد، آتش نه تنها در خانه‌های رومی همچون عملی دینی و پرستشی، همیشه روشن نگه داشته می‌شد، بلکه یک آیین رسمی هم وجود داشت که در آن، از یک آتشدان مقدس و شاهانه توسط شش تن دختر جوان از خانواده‌های ممتاز، به عنوان کاهنه‌های باوقار، بر پرستش وستا و آتش پرستشگاه او نظارت داشتند. دختران ممتازی که وظیفه مراقبت و نگهبانی از آتشدان مقدس را عهده‌دار می‌شدند (به افتخار وستا)، به نام باکره‌ها یا دوشیزگان وستال شناخته می‌شدند. هر باکرهٔ پرستشگاه وستا در سن بلوغ برگزیده می‌شد و تا ۳۰ سال خدمت می‌کرد. اگر باعث خاموشی آتش می‌شد، او را سخت مجازات می‌کردند. آن‌ها به نگهبان نیاز نداشتند و می‌توانستند در دادگاه شهادت بدهند، صاحب اموال باشند یا وصیت کنند. آن‌ها همچنین تا حدی صاحب قدرت سیاسی بودند. یک باکره وستا پس از سی سال می‌توانست جهیزیهٔ ارزشمندی از دولت بپذیرد، از مقام خود کناره گیرد و ازدواج کند. اما بیشتر آن‌ها ترجیح می‌دادند که کاهنه باقی بمانند.
بخش بزرگی از تاریخ روم، به نیایش وستا و نگهداری آتش جاودان [همان آتش مقدس] او، توسط وستال‌ها یا کاهنه‌های وستا اختصاص داشت.

## وستالیا
وستا دارای جشنی مخصوص به خود بود که وستالیا یا جشن وستا خوانده می‌شد. زمان برگزاری این جشن از ۷ ژوئن تا ۱۵ ژوئن بود. در نخستین روز از این جشن، پنوس وستا (پرده خلوتگاه سانکتروم در معبد وستا) باز می‌شد، و این تنها روز در تمام طول سال بود، که با بازشدن آن، برای زنان امکان تقدیم اشیاء مقدس بدان و ارائه مقدسات وجود داشت. از جمله چنین مقدساتی، می‌توانست شامل حذف گوساله متولد نشده از گاو باردار باشد.
جشن وستا در اواسط ماه ژوئن برگزار می‌شد و به هنگام آب و جارو کردن معبد، آب مورد نیاز [توسط کاهنه‌های وستال]، از آب چشمه مقدس فراهم می‌گردید. در این جشن ماده خرها را با تاج‌هایی از گُل که به گردن خر می‌آویختند، آرایش می‌دادند و همه این خرها از کار کردن معاف بودند.
علت گرامیداشت ماده خر در این جشن، این بود که ماده خر، حیوان مقدس وستا محسوب می‌شد. همین نکته [اینکه خر ماده، حیوان مقدس وستاست] نشان از قدمت کیش وستاپرستی دارد، چراکه ماده خر که حیوان خاص منطقه مدیترانه است، در اعصار کهن گرامی داشته می‌شده و در نتیجه از تقدس اسب، که یک عقیده هندواروپائی است، در کیش وستا نشانی نیست.